# Grace (canción de Jeff Buckley)
«Grace» es la canción que da título al primer álbum de Jeff Buckley, Grace (1994). Fue editado como primer sencillo del disco y también como vídeo. Jeff Buckley interpretaba en vivo esta canción mucho antes de ser grabada y forma parte de un álbum anterior llamado Songs to No One 1991-1992, resultado de su colaboración con Gary Lucas, que fue editado en forma póstuma.
Buckley invitó a Lucas a tocar esta canción para el álbum, junto con «Mojo Pin», dos temas para los que Lucas creó los riffs principales y que Buckley expandió hasta llevarlas a la forma que presentan en el disco. Ambos temas fueron prominentes en los shows realizados a partir de 1991.
Escrita cuando Buckley se mudó de Los Ángeles a Nueva York para vivir con quien amaba, la canción trata sobre no temer a lo que sucederá con la propia vida y dar el salto, expresado en sus propias palabras en Live at Sin-é (Legacy Edition): «Trata sobre no sentirse tan mal por la propia moralidad cuando se encuentra el verdadero amor».
- Datos: Q3774063